# Twenty One
Twenty One ist ein Jazzalbum von Geri Allen. Die am 23. und 24. März 1994 in den Manhattan Center Studios, New York City, entstandenen Aufnahmen erschienen 1994 in den Vereinigten Staaten auf Blue Note Records, in Japan auf Somethin’ Else Records.

## Hintergrund
Twenty One, Allens drittes Album für das Blue-Note-Label nach The Nurturer und Maroons, nahm die Pianistin mit dem Bassisten Ron Carter und dem Schlagzeuger Tony Williams auf. Das Trio spielte in zwei Studiosessions neben Eigenkompositionen der Pianistin wie „Feed the Fire“ sowohl ein Medley von zwei Thelonious-Monk-Titeln („Introspection/Thelonious“) als auch mehrere Standards. „If I Should Lose You“ ist ein Filmsong von Leo Robin und Ralph Rainger von 1936, „Lullaby of the Leaves“ (ein Popsong von 1932) erscheint hier im Arrangement von Mary Lou Williams. „A Beautiful Friendship“ von Sammy Cahn und Jule Styne ist ein Song, den Ella Fitzgerald in den 1950er-Jahren populär machte; „Old Folks“ ein Song, den Willard Robison und Dedette Lee Hill 1938 veröffentlichten, und die Tin-Pan-Alley-Nummer „Tea for Two“ (1924) stammt von Irving Caesar und Vincent Youmans. Das Album schließt ab mit Geri Allens „In the Middle“, ein Titel von ihrem Album Open on All Sides – In the Middle (1987).

## Titelliste
- Geri Allen Trio with Ron Carter, Tony Williams: Twenty One (Somethin’ Else TOCJ-5564)[1]

1. RTG (Geri Allen) 2:45
2. If I Should Lose You (Robin, Rainger) 4:36
3. Drummer’s Song (Geri Allen) 3:49
4. Introspection / Thelonious (Thelonious Monk) 4:35
5. A Beautiful Friendship (Cahn, Styne) 3:21
6. In the Morning (For Sister Leola) (Geri Allen) 6:09
7. Tea for Two (Caesar, Youmans) 3:18
8. Lullaby of the Leaves (Bernice Petkere, Joe Young) 5:13
9. Feed the Fire (Geri Allen) 6:16
10. Old Folks (Hill, Robison) 6:17
11. A Place of Power (Geri Allen) 3:16
12. In the Middle (Geri Allen) 4:25

## Rezeption
Scott Yanow verlieh dem Album in Allmusic dreieinhalb Sterne und schrieb, die Pianistin Geri Allen war bisher eine sehr beständige Performerin, und alle ihre Aufnahmen seien leicht zu empfehlen. Allens Stil auf dem Album sei ziemlich originell, mit Hinweisen auf Herbie Nichols, und ihre risikobereiten, aber logischen Soli seien im Allgemeinen ziemlich anregend.